# 냇 킹 콜
냇 킹 콜(영어: Nat King Cole, 1919년 3월 17일 ~ 1965년 2월 15일)은 미국의 재즈 피아니스트, 가수이다.
본명은 너새니얼 애덤스 콜스(Nathaniel Adams Coles)이며 킹은 애칭이다.

## 경력
앨라배마주 몽고메리에서 태어났다. 아버지는 침례교회의 목사였고, 어머니 펠리나는 교회의 오르간 연주자였다. 콜은 열두 살 때까지 어머니에게 오르간을 배웠다.

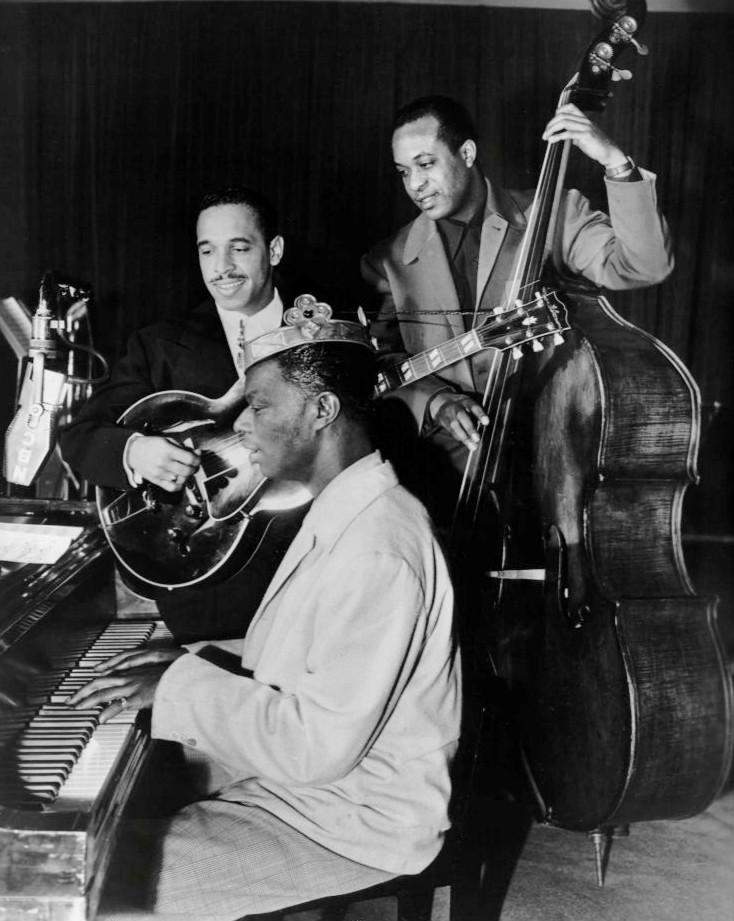
NBC의 피아노에 콜, 기타에 오스카 무어, 더블 베이스에 조니 밀러와 함께하는 킹 콜 트리오 타임, 1947년

1930년대부터 피아니스트로 활동했다. 스윙 재즈 시대 말기의 걸출한 피아니스트로서 업적을 남겼다. 1939년 피아노, 기타, 베이스의 심플한 편성으로 이루어진 '냇 킹 콜 트리오'를 결성했으며 이는 빅밴드 시대에 있어서의 콜의 편성은 혁신적인 것으로서 트리오 밴드 유행의 신호탄이 되었다.
콜은 피아니스트로서 높은 평가를 받고 있었지만, 애교있는 목소리가 높이 평가되어 가수로서도 활동하기 이르렀다. 1944년 가수로서 〈Straighten Up and Fly Right〉를 크게 히트시켰다.
1948년 3월 28일, 가수 마리아 엘링턴과 결혼. 다섯 아이를 낳았다. 1950년대 이후에는 재즈에서 파퓰러계로 중심을 옮겼고, 텔레비전에서도 많이 출연하여 널리 대중적인 인기를 얻었다.
1950년 이후의 가창으로는 〈Mona Lisa〉, 〈Stardust〉, 〈(Get Your Kicks On) Route 66〉, 〈Too Young〉, 〈When I Fall in Love〉, 〈Nature Boy〉 등이 알려져 있다. 〈Smile〉은 원래 희극왕 찰스 "찰리" 채플린의 영화 《모던 타임스》의 주제곡(인스트루멘탈)이지만, 콜의 레코드를 위해 가사가 추가된 것이다. 53년에는 재즈와 R&B 뮤지션들이 참여한 콘서트 'Cavalcade of Jazz'가 개최되었는데 콜은 로이 브라운, 쇼티 로저스, 알 보스틱, 루이 암스트롱 등과 함께 했다. 그는 파퓰러음악계에서 인기인이었으나, 1956년에는 정통파 재즈 앨범 《After Midnight》을 발표하면서 재즈의 베이식으로 돌아왔다. 58년에는 아프리카계 미국인 최초로 TV의 고정 호스트 프로그램 《더 냇 킹 콜 쇼》를 NBC 계열에서 방송하기 시작했다. 또한 매니저가 히스패닉계였기 때문에 콜은 58년에는 쿠바의 아바나로 날아가 《콜 에스파뇰》이라는 스페인어 앨범을 녹음했다.
1961년 싱글 〈Let There Be Love〉가 영국에서 히트하였다.
냇 킹 콜은 1965년 2월 15일 캘리포니아주 샌타모니카의 한 병원에서 폐암으로 45세의 나이로 사망했다. 1964년의 〈L-O-V-E〉가 생전 마지막 히트곡이 되었다.

## 같이 보기
- 프리메이슨 목록